# Koikari
Koikari är en ö i Finland. Den ligger i Bottenhavet och i kommunen Nystad i landskapet Egentliga Finland, i den sydvästra delen av landet. Ön ligger omkring 70 kilometer nordväst om Åbo och omkring 210 kilometer väster om Helsingfors.
Öns area är 8,5 hektar och dess största längd är 410 meter i öst-västlig riktning.